# Erich Orlický
Erich Orlický, původním jménem Erich Adler (26. dubna 1911 Kynšperk nad Ohří – ? 1982 Mönchengladbach) byl český židovský skladatel.

## Život
Pocházel z německé židovské rodiny. Po maturitě na reálném gymnáziu v Chebu studoval skladbu v Berlíně u Hugo Kauna. Pro svůj židovský původ byl za 2. světové války vězněn v Terezíně. Po válce si své jméno počeštil a zcela splynul s českým prostředím. Žil v Klatovech, v Ústí nad Labem a v Českých Budějovicích. Živil se jako klavírista a učitel hudby. Později emigroval do Německa a zemřel v Mönchengladbachu.

## Dílo (výběr)
- Der Alltag (Všední den), klavírní cyklus (1928)
- Terezínská sonatina pro housle a klavír (1947)
- Smyčcový kvartet (1947)
- Touha po míru (symfonická báseň)
- Hybeš (kantáta)
- Smyčcová tria
- 2 písňové cykla se smyčcovým kvartetem (1947, 1953)
- Vergebliches Warten. Sechs Bilder aus dem Ghetto Theresienstadt, melodram
- Der Weg des Leidens, sbor
- Písně na slova Waltra Mehringa